# Ben Afshar

a Compétitions nationales et continentales officielles uniquement.

b Matchs officiels uniquement.
Dernière mise à jour le 27 décembre 2024.
Ben Afshar, né le 2 avril 2003 à Édimbourg (Écosse), est un joueur écossais de rugby à XV jouant au poste de demi de mêlée aux Glasgow Warriors.

## Biographie

### Jeunesse et formation
Ben Afshar naît à Édimbourg en Écosse, d'un père iranien. Il commence le rugby à XV avec le Edinburgh Academical FC à l'âge de six ans. Il joue également pour la Merchiston school.
Au niveau international, il représente l'Écosse chez les moins de 16 ans et 18 ans.

### Débuts senior en amateur
En 2021-2022, Ben Afshar joue pour les Southern Knights en Super 6 (en). Il est ensuite sélectionné pour la première fois en équipe d'Écosse des moins de 20 ans pour les Six Nations Summer Series en juillet 2022.
Également durant l'été 2022, il rejoint les Glasgow Warriors en provenance de la Scottish Rugby Academy. En parallèle, il évolue avec les Ayrshire Bulls pour la saison 2022-2023.
Sur la première partie de l'année 2023, il est convoqué pour le Tournoi des Six Nations des moins de 20 ans et le Trophée mondial des moins de 20 ans au Kenya. Cette année, il est désigné co-capitaine de la sélection.
En juillet 2023, il s'engage avec les Stirling Wolves pour la saison à venir.

### Carrière professionnelle
Durant la saison 2023-2024, il fait également ses débuts avec les Glasgow Warriors en entrant en jeu dans une rencontre de United Rugby Championship contre l'Ulster. Quelque temps plus tard, il marque son premier essai, contre les Dragons. Au mois de mars 2024, il signe son premier contrat professionnel avec les Warriors, d'une durée de deux ans. En fin de saison, son équipe remporte la finale du United Rugby Championship en battant les Bulls 21 à 16. Afshar n'est par retenu dans le groupe pour cette finale,. Il est appelé pour la première fois en équipe d'Écosse par Gregor Townsend en tant que partenaire d'entraînement pour la tournée d'été 2024 en Amérique.
En novembre 2024, il entre en jeu avec l'Écosse A (équipe d'Écosse réserve) dans une rencontre amicale remportée 19 à 17 face au Chili.

## Palmarès
- Glasgow Warriors
  - Vainqueur du United Rugby Championship en 2024